# Rui Veloso
Pour les articles homonymes, voir Veloso.
Rui Manuel Gaudêncio Veloso, né le 30 juillet 1957 à Lisbonne au Portugal, est un chanteur, compositeur et guitariste portugais, reconnu par beaucoup d'artistes portugais comme étant le père du rock portugais[réf. nécessaire].
Il est le neveu des hommes politiques António Elísio Capelo Pires Veloso et Aureliano Capelo Veloso (pt).

## Biographie
Rui Veloso est né à Lisbonne, mais à l'âge de trois mois, sa famille est partie à Porto. À l'âge de 6 ans il joue de l'harmonica. Il est très influencé par B.B. King et Eric Clapton.
En 1996, il fonde le groupe Rio Grande avec Tim le chanteur et bassiste des Xutos & Pontapés, João Gil le chanteur de Ala dos Namorados Jorge Palma, et Vitorino. Très récemment il vient de fonder ses propres studios (Estudio Vale de Lobos). Il est un des grands symboles de la musique portugaise.

## Discographie
- 1980 : Ar de Rock
- 1982 : Fora de Moda
- 1983 : Guardador de margens
- 1986 : Rui Veloso album
- 1988 : Ao Vivo
- 1990 : Mingos e os samurais
- 1992 : Auto da Pimenta
- 1995 : Lado Lunar
- 1998 : Avenidas
- 2000 : Compilation
- 2003 : Acustico
- 2005 : A Espuma das Canções

En 2008, il participe à une chanson du groupe portugais Per7ume, Intervalo, un des plus grands succès portugais de l'année 2008.